# NGC 4021
NGC 4021 ist eine kompakte Elliptische Galaxie vom Hubble-Typ E3 im Sternbild Coma Berenices am Nordsternhimmel. Sie ist schätzungsweise 447 Millionen Lichtjahre von der Milchstraße entfernt und hat einen Durchmesser von etwa 55.000 Lichtjahren.
Im selben Himmelsareal befinden sich u. a. die Galaxien NGC 4011, NGC 4015, NGC 4022, NGC 4023.
Das Objekt wurde am 26. April 1878 von Johan Dreyer entdeckt.